# Pietro Gonzaga
Pietro Gonzaga, detto Pietro (di) Gottardo (Longarone, 25 marzo 1751 – San Pietroburgo, 25 luglio o 6 agosto 1831), è stato un pittore e scenografo italiano.

## Biografia

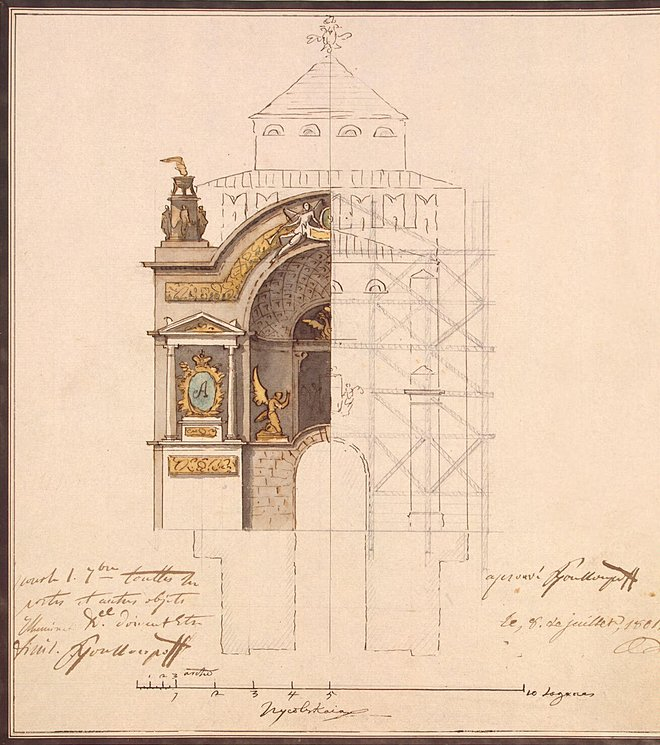
Decorazione della Torre Nikolskaja del Cremlino di Mosca

Nacque da Francesco e dalla nobildonna bellunese Anna Grini. Si formò inizialmente presso il padre, decoratore di case private e palazzi pubblici nonché scenografo teatrale. Nel 1767 collaborò con i Galli da Bibbiena (in particolare con Antonio Luigi) nella ricostruzione del teatro Onigo di Treviso e li affiancò anche nel periodo successivo. In seguito il padre volle impartirgli una formazione solida basata sullo studio della prospettiva e lo inviò a Venezia presso Giuseppe Moretti e Antonio Visentini, seguaci del Canaletto.
Favorito dall'ambiente artistico lagunare, ma anche dal successo che incontrava la veduta scenografica a prospettiva angolare grazie a Giovan Battista Piranesi, nel 1772 si spostò a Milano al servizio dei fratelli Galliari. Questi ultimi stavano attraversando un periodo di grande fortuna grazie ai contratti con il teatro alla Scala di Milano e con i teatri Regio e Carignano di Torino.

Grazie alla fama conseguita, nel 1786 fu chiamato in Russia da Giacomo Quarenghi, il quale cercava uno scenografo per il teatro all'Ermitage di San Pietroburgo. Il progetto si concretizzò solo nel 1792 quando firmò un contratto proposto dal principe Nikolaj Borisovič Jusupov, direttore dei Teatri Imperiali.

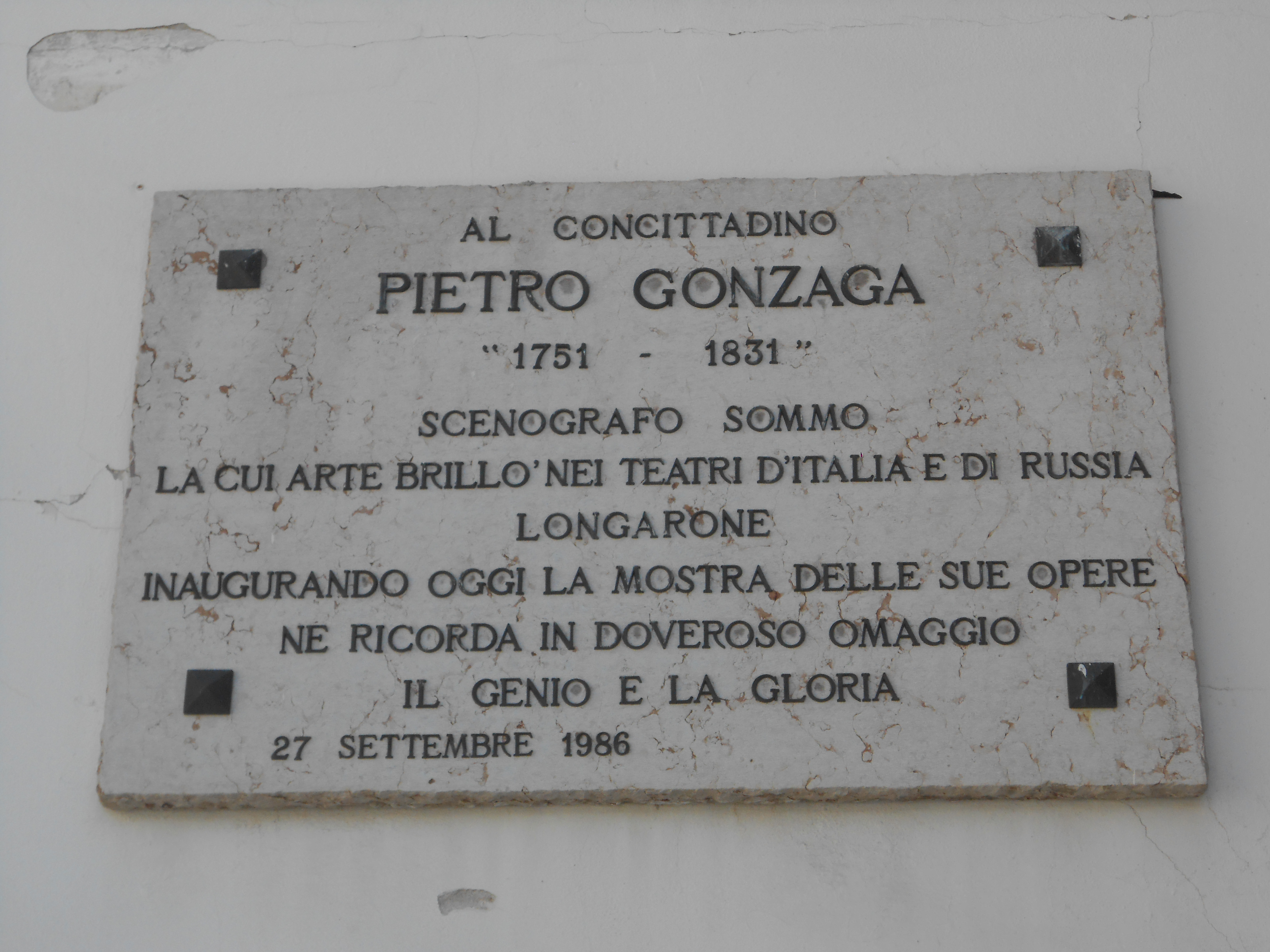
lapide a Pietro Gonzaga, Longarone

Le sue considerazioni teoriche sulla scenografia sono contenute nel lavoro Musique pour les yeux et l'optique théâtrale. A Longarone, nella piazza a lui dedicata, è stata posta anche una lapide che cita scenografo sommo la cui arte brillò nei teatri d'Italia e di Russia Longarone inaugurando oggi la mostra delle sue opere ne ricorda in doveroso omaggio il genio e la gloria 27 settembre 1986.

## Opere
- (FR) La Musique pour les yeux et l'optique théâtrale -. Opuscules Tires d'un più grande ouvrage sur le sens commun par Sir Thomas witth Traduit de N. Al., Saint-Petersbourg, Imprimerie Nationale [1800], seconde édition 1807.

## Letteratura
- Maria Ida Biggi: La musica degli occhi. Scritti di Pietro Gonzaga. Firenze, Olschki, 2006; ISBN 978-88-222-5572-3.
- Anna Ananieva:(DE)  "Erinnerung und Imagination. Der Landschaftspark von Pawlosk im europäischen Gartendiskurs zwischen 177 und 1828".
- Gianfranco Folena (Hg.): Scenografie di Pietro Gonzaga. Catalogo della Mostra. Neri Pozza Editore, Venezia 1967.
- Leman Berdeli: The Music of the Eyes and Theatrical Optics; pamphlets excerpted from an English masterpiece on common sense, META Printing TR, 2021.  ISBN 9786250095713. First english tr. of  «La musique des yeux et l'optique théâtral: opuscules tirés d'un plus grand ouvrage anglais sur le sens commun » Chez A. PLUCHART Imprimeur du département des affaires étrangères a Saint-Pétersbourg, 1807